# Arroyo Yucutujá
Der Arroyo Yucutujá ist ein Fluss im Norden Uruguays.
Er entspringt auf dem Gebiet des Departamento Artigas in der Cuchilla de Belén bzw. der Cuchilla Yucutujá nahe den Quellen des Arroyo Ceballos Grande und des Arroyo Patitas einige Kilometer östlich der Stadt Baltasar Brum. Von dort fließt er zunächst in nördliche, dann in nordwestliche Richtung, unterquert die Ruta 30 bei Paso Tira Ponchos, woraufhin etwa einen Kilometer flussabwärts der Arroyo Yucutujá Miní linksseitig hinzustößt. In einigen Kilometern nordnordöstlicher Entfernung zur Stadt Tomás Gomensoro mündet der Arroyo Yucutujá schließlich als linksseitiger Nebenfluss in den Río Cuareim.